# Tetrarchia
A tetrarchia (görögül négyes uralom) a Római Császárság néhány évtizedig működő kísérlete volt a birodalom irányítására. Kialakítása és hibamentes működtetése Diocletianus nevéhez fűződik, egyeduralomra törő utódai megbénították és egyeduralommá alakították a rendszert.

## Kialakulás
A 3. század súlyos válságot hozott a Római Birodalom történetében. A rajnai, dunai és keleti limes állandó támadásoknak volt kitéve, ami belső zűrzavarral párosult. A katonacsászárok korában a principatus mindinkább leplezetlen monarchia képét öltötte. Amikor Diocletianus 283-ban megszerezte a császári hatalmat, kettős választ adott a fent említett jelenségekre: az elvileg köztársasági jellegzetességeket fenntartó principatust abszolutisztikus dominatusszá alakította át, 285-ben pedig társat vett maga mellé Maximianus személyében. 293-ban mindkét augustus címet viselő uralkodó választott maga mellé egy caesarként funkcionáló „helyettest”, ezzel kialakult a tetrarchia Diocletianus javaslata szerint. A két főcsászár mellékneve: Imperator Caesar NN. Pius Felix Invictus Augustus, röviden Augustus. Az alcsászár címe  NN. Nobilissimus Caesar vagy röviden Caesar. Ha egy Caesar Augustus lett, a Caesar nevet akkor is megtartotta.

## A tetrarchia berendezkedése

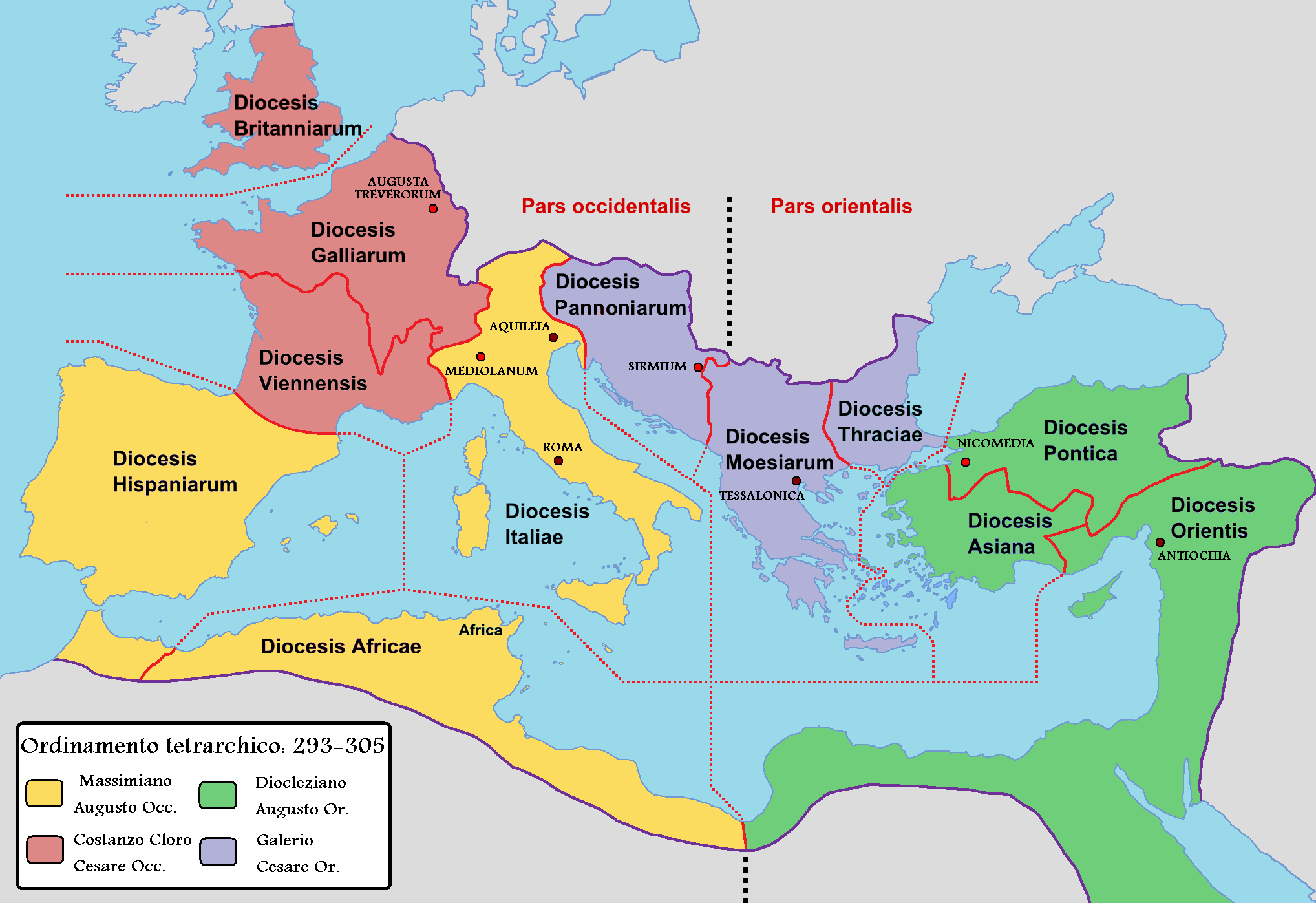
A Római Birodalom felosztott részei a tetrarchia korában

Noha látszólag a korábbi birodalommegosztások analógiájára történt a 285-ös társválasztás, a két uralkodó nem egyenrangúként volt augustus. Ezt több tény is jelezte: a Iuppiterhez kötődő nevet választó Diocletianus Iovius augustus maior (nagyobb augustusként), míg az istenválasztásban is mértékletesebb, magát Herculeshez kapcsoló Maximianus Herculius augustus minor (kisebb augustus) rangot viselt. Diocletianus a keleti birodalomfelet irányította a kis-ázsiai Nikomédiából, míg társa mediolanumi udvarából a nyugati területeket felügyelte.
293-ban a kettes uralom tetrarchiává fejlesztése Diocletianus javaslatára ment végbe. Eszerint a keleti császár Galeriust, Maximianus pedig Constantius Chlorust fogadta helyettesévé és vejévé, egyúttal utódlási joggal ruházták fel őket. A caesarok külön uralmi területeket kaptak: Galerius Sirmiumból (Sremska Mitrovica / Szávaszentdemeter) vezette a keleti birodalomfél latin nyelvű európai területeit, Constantius pedig Treviriben (Trier) rendezkedett be, innen irányította Gallia, Britannia és Hispania tartományait. Diocletianusnak Hellasz, Anatólia, a Közel-Kelet és Egyiptom feletti ellenőrzés, Maximianusnak pedig az afrikai tartományok, Itália és az alpesi provinciák irányítása maradt meg.
A felosztás adminisztrációs reformmal párosult. A provinciák számát mintegy 100-ra emelték, és Itáliát is tartományokra osztották, melyek helytartói már csak a polgári közigazgatásért feleltek egységesített hivatali officiumaikkal. Az adórendszert átalakították, alapja ezentúl a 15 évente tartott indictiók alapján megszabott fej- és földadó lett. A katonai vezetés a császároktól függő duxok feladatáva vált. Az egyes birodalomrészek ügyeit a négy uralkodó udvarát irányító egy-egy praefectus praetorio vezette, munkájukat a 12 provinciacsoport (dioecesis) vicariusai segítették.
A hadsereget is átszervezték. A határvidéken zömmel betelepített barbárokból szervezett, alacsony létszámú, kis harcértékű légiók állomásoztak (ún. ripenses). Az ütőképes hadak a császári székhelyek közelében táboroztak (nevük kíséret, comitatenses). Minden császár rendelkezett testőrgárdával (protectores domestici).

## A tetrarchia területe

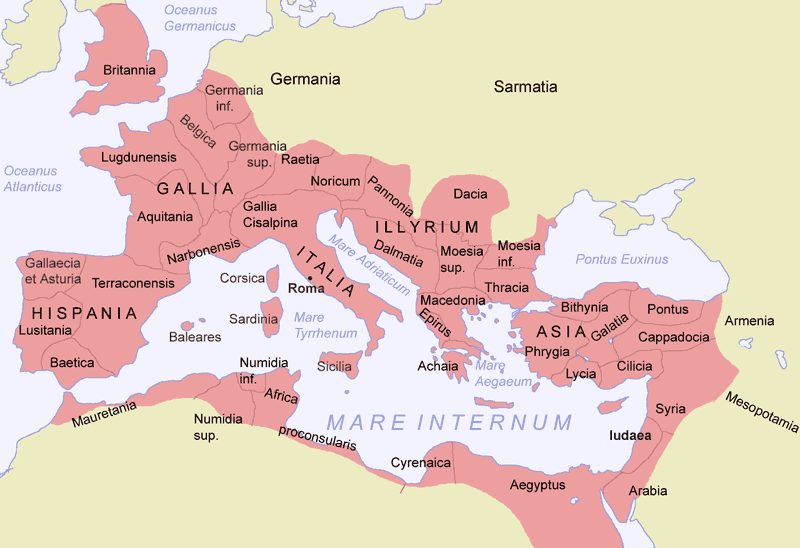
Római provinciák (tartományok) térképe

| Római provinciák (tartományok)       |                                                                                                  |
| ------------------------------------ | ------------------------------------------------------------------------------------------------ |
| KELET                                |                                                                                                  |
| Oriens                               | Líbia, Egyiptom, Palesztina, Szíria és Cilicia                                                   |
| Pontus                               | Cappadocia, Armenia Minor, Galatia, Bithynia                                                     |
| Asia (Asiana)                        | Asia, Phrygia, Pisidia, Lycia, Lydia, Caria                                                      |
| Thrákia                              | Moesia Inferior, Thrákia                                                                         |
| Moesia                               | Moesia Superior, Dacia, Epirus, Macedonia, Thessalia, Achaea, Dardania                           |
| NYUGAT                               |                                                                                                  |
| Africa                               | Africa Proconsularis, Byzacena, Tripolitana, Numidia, Mauretania egy része                       |
| Hispania                             | Mauretania Tingitana, Baetica, Lusitania, Tarraconensis                                          |
| Viennensis                           | Narbonensis, Aquitania, Viennensis, Alpes Maritimae                                              |
| Gallia                               | Lugdunensis, Germania Superior, Germania Inferior, Belgica                                       |
| Britannia                            | Britannia, Caesariensis                                                                          |
| Italia annonaria fővárosa Mediolanum | Venetia et Histria, Aemilia et Liguria, Flaminia et Picenum, Raetia, Alpes Cottiae               |
| Italia suburbicaria fővárosa Róma    | Tuscia et Umbria, Valeria, Campania et Samnium, Apulia et Calabria, Sicilia, Sardinia et Corsica |
| Illyricum                            | Pannonia Inferior, Pannonia Superior, Noricum, Dalmatia                                          |

## A rendszer felbomlása
303-ban Diocletianus Róma városában megünnepelte húszéves uralkodói jubileumát, 305. május 1-jén, Maximianus évfordulóján azonban Mediolanumban és Nikomédiában egyszerre lemondott a két augustus.

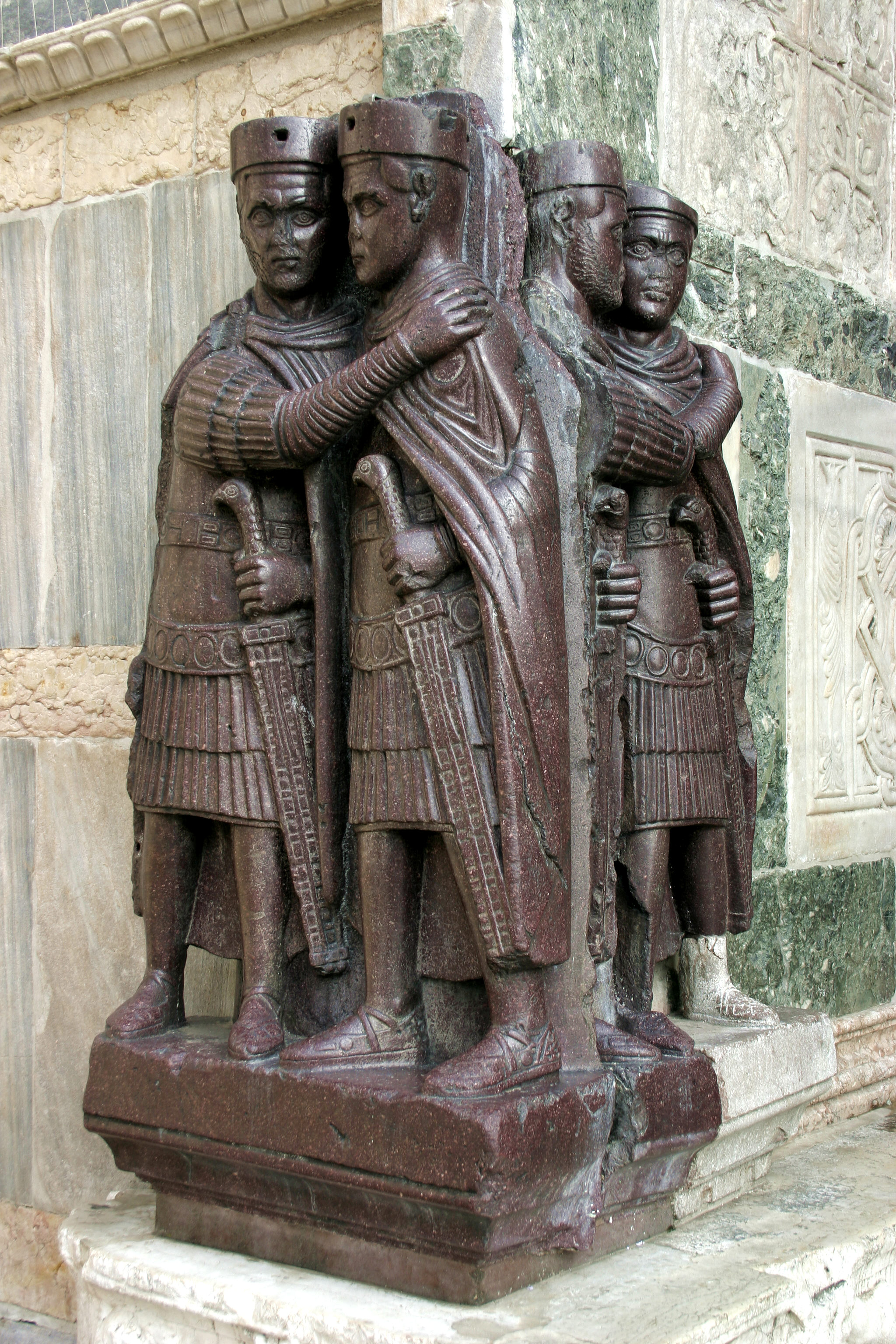
A tetrarchák szobra Velencében. 4. század elején készült porfír szoborcsoport

305-ben Diocletianus akaratának megfelelően Constantius és Galerius augustusok lettek (a rangidős Chlorus volt), caesarjaik: Flavius Valerius Severus és Maximinus Daia. A caesar-választással több várakozást sikerült keresztülhúzni: Maximianus fia, Maxentius és Chlorus gyermeke, Constantinus egyaránt kimaradt az örökösödésből.
A tetrarchia 306-ban bomlott fel Chlorus 306-os britanniai halálával. Ekkor ugyanis Severus öröklése helyett a helyi katonaság Constantinust kiáltotta ki augustusszá, mire a szintén elégedetlen Maxentius Róma magát mellőzöttnek érző lakosságára támaszkodva princepsként lépett fel. Severus Maxentius ellen indult, de Itáliában saját katonái ölték meg. A hírre Maximianus visszavonta lemondását, de vereséget szenvedett fiától, és Galliába menekült. Az öt uralkodó közti béketeremtésre a Salonába (Solin, Split közelében) visszavonult Diocletianust kérték fel, aki a carnuntumi konferencián (308) az alábbi kompromisszumot köttette: Maximianus és fia lemond, Severus helyett Flavius Licinius lesz a nyugati augustus, Constantinus pedig Licinius caesarja maradhat.
A rendezésbe senki sem nyugodott bele. 310-ben az időközben Maximianus lányát feleségül vevő Constantinus kivégeztette apósát, 311-ben Galerius természetes halállal veszett oda, mire Licinius támadást indított kelet felé, Daia ellen. Constantinus támogatta ebben annak fejében, hogy ő viszont hozzájárult Maxentius elleni háborújához. 312-ben Maxentius, 313-ban Maximinus Daia bukott el, így a tetrarchia végleg megszűnt. A kialakuló kettős uralmi rendben Consantinus nyugat, Licinius kelet császára lett, amit azzal is megpecsételtek, hogy az utóbbi feleségül vette a nyugati augustus húgát. Ez sem volt garancia a tartós berendezkedésre: 324-ben Constantinus legyőzte sógorát, és I. (Nagy) Konstantinként egyeduralkodóként vonult be a történelembe.
Diocletianus, az egész rendszer kiötlője nem vett részt a harcokban. Nem tudni, mikor halt meg – feltehetően 312–316 között, de lehet, hogy később –, mindenesetre életműve nem omlott össze a tetrarchia megszűnésével. A dominatus, az igazgatási és gazdasági változtatások ugyanis érvényben maradtak, és egészen a Bizánci Birodalom elbukásáig ilyen vagy olyan formában léteztek.

## Külső hivatkozások
- Ferenczy Endre – Maróti Egon – Hahn István: Az ókori Róma története. Budapest, Nemzeti Tankönyvkiadó, 1998. ISBN 963-19-2788-1